# Marina batava
La Bataafsche marine (BM) era la marina militare della Repubblica Batava. Ideale continuazione della Staatse vloot (la marina di stato olandese) della Repubblica olandese, venne riorganizzata dopo la Rivoluzione batava del 1795, imbarcandosi in vasti progetti di costruzioni che la fecero in breve tempo rivaleggiare con la Royal Navy nel corso della guerra della seconda coalizione. A ogni modo la capitolazione della baia di Saldanha, la battaglia di Camperdown e l'Incidente di Vlieter mostrarono le sue debolezze. La riorganizzazione della marina olandese, a ogni modo, diede prova di durevolezza e quando pure alla Repubblica Batava succedette il Regno d'Olanda e po il Regno dei Paesi Bassi, la struttura della marina venne sempre mantenuta.

## Sfondo storico
Appena prima della quarta guerra anglo-olandese la Repubblica olandese si imbarcò in un programma di espansione della propria flotta dopo anni di recessione. Nel periodo 1777-1789, 92 navi da guerra vennero costruite, di cui 45 navi di linea. Nel periodo dei successivi sei anni, a ogni modo, ne vennero costruite solo sei (di cui due navi di linea), e la flotta aveva iniziato la propria riduzione. Le nuove navi, inoltre, erano state costruite male e con materiali scadenti e sembravano dover mettere la parola fine alla forte tradizione marinaresca degli olandesi. Sull'altro fronte, però, la marina olandese si stava certamente migliorando a livello di tecnologie con l'impiego di chiglie ramate e l'uso di nuovi armamenti come la carronata. Le sedi principali come i porti di Nieuwediep e Flushing vennero riparati e migliorati.
Nel 1792 la decisione venne infine presa di stanziare una somma dal budget di guerra per il mantenimento di una vera e propria flotta. Lo stadtholder propose nel 1792 di costituire un corpo permanente di marines, ma la proposta venne rifiutata. Alcuni anni dopo, a ogni modo, la proposta venne parzialmente accettata con la costituzione di un corpo di cannonieri.
Gli ufficiali e le ciurme che componevano la marina erano tutti professionisti, sebbene i primi mancassero di conoscenze teoriche adeguate relativamente alle tattiche navali moderne. Ufficiali come l'ammiraglio Jan Hendrik van Kinsbergen iniziarono a pubblicare delle opere specifiche per rimediare a questa situazione dagli anni ottanta del Settecento. Egli migliorò anche il Generaal Seinboek ("Libro generale dei segnali") che era utilizzato tra le navi per comunicare. Van Kinsbergen introdusse anche delle riforme per migliorare la disciplina militare della flotta.
Il gran pensionario Laurens Pieter van de Spiegel tentò di riorganizzare la marina con dipartimenti navali di concezione moderna, ma si rese ben presto conto del fatto che la marina rappresentava un interesse per molte persone. Lo stato inoltre era impegnato nella guerra contro la Prima Repubblica francese dal 1795 e la priorità era dunque concentrarsi sull'agire.

## La fondazione della marina batava

### Abolizione degli ammiragliati e di altre istituzioni dellaStaatse vloot

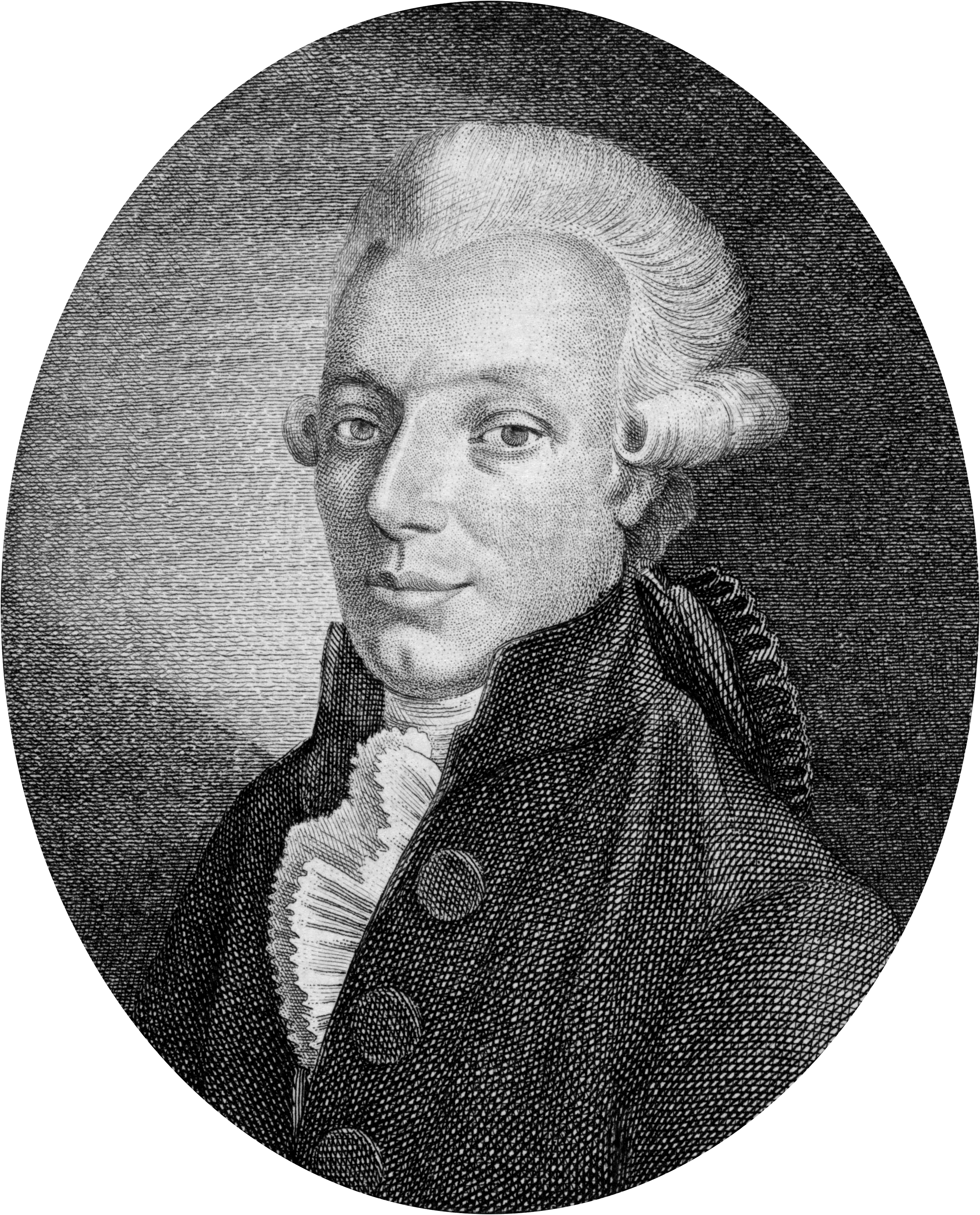
Pieter Paulus che promosse le prime riforme alla marina

La Staatse vloot venne bloccata dall'esercito francese durante le guerre della prima coalizione antifrancese, dopo la Rivoluzione. Gli ufficiali e le ciurme vennero pagate e i francesi presero il controllo di tutte le navi olandesi. A ogni modo, dopo il trattato dell'Aia, le navi tornarono in possesso alla Repubblica Batava. Nel frattempo, iniziò la riorganizzazione della vecchia struttura della marina olandese. L'incarico di Stadtholder, che comprendeva anche quello di capitano generale dell'esercito olandese e di ammiraglio generale della fotta, venne abolito durante i primi giorni della Rivoluzione batava la quale andò anche a installare una Commissione per gli Affari di Marina

### Riforme del personale
Nel 1787, dopo la repressione della rivoluzione patriottica per intervento dei prussiani, la marina olandese venne liberata da tutti i membri che erano sospettati di far parte della fazione politica dei Patrioti. Molti vennero costretti all'esilio (tra cui Jan Willem de Winter, futuro comandante in capo della marina batava, che all'epoca era tenente). Molte di queste persone decisero di entrare nell'esercito della Repubblica Francese (de Winter come generale di brigata). L'immediata conseguenza fu la perdita di un gran numero di ufficiali d'esperienza e competenza, come ad esempio l'ammiraglio Van Kinsbergen, che poi si rifiutò di tornare in servizio quando gli venne richiesto. La marina batava dovette ripartire da zero sotto molti aspetti rispetto al passato e sull'onda di questa enfasi molti ufficiali vennero promossi a ranghi superiori senza avere le necessarie conoscenze, in particolare a livello strategico. Il nuovo corpo di ufficiali si divise così in "nuovi" e "vecchi" ufficiali (dopo che alcuni avevano fatto ritorno in patria) che non avevano fiducia gli uni negli altri, portando a frequenti slealtà e tradimenti.
La marina aveva inoltre bisogno di un nuovo comandante in capo e questo posto venne affidato all'ex tenente di vascello e ora generale d'esercito de Winter che venne nominato il 12 marzo 1795. A lui fece seguito la nomina di altri sei viceammiragli (uno dei quali fu proprio de Winter) e tre contrammiragli il 26 luglio 1795. La veloce carriera di de Winter che superò improvvisamente molti dei propri colleghi che vantavano pure una maggiore esperienza, portò al crescere di numerose gelosie e pericolose inimicizie anche nella stessa marina. Altra fonte di malcontento fu la scala degli stipendi che non venne definita accuratamente se non due anni dopo.
Per assicurarsi l'alta qualità dell'educazione degli ufficiali navali Jan Hendrik van Swinden venne nominato "esaminatore generale". Per gestire i porti navali militari (di cui in precedenza ciascun ammiragliato era responsabile) venne nominato un "costruttore generale" nella persona di Pieter Glavimans, già sovrintendente del porto di Rotterdam. Il sistema giudiziario della marina venne posto nelle mani di un prevosto maresciallo della marina. Una commissione venne costituita sotto il diretto controllo della Commissione degli Affari di Marina e un ufficiale venne incaricato delle acque costiere e dei porti con la pubblicazione di nuove carte navali.
Infine, venne modernizzato il codice di marina, abolendo quelle punizioni ritenute umilianti o contrarie alla Dichiarazione dei Diritti dell'Uomo e del Cittadino, rimpiazzate con punizioni più umane.

### La Commissione di Stato per la flotta
Negli anni immediatamente precedenti alla rivoluzione batava, la flotta era stata trascurata dal precedente governo, di cui lo Stadtholder era il principale responsabile. Per avere una visione completa dello status della marina militare olandese, venne creata un'apposita Commissione degli Affari di Marina composta da membri di estrazione diversa come lo scienziato Henricus Aeneae, i futuri contrammiragli Samuel Story ed Engelbertus Lucas, oltre al costruttore generale Glavimans. Il primo rapporto della commissione fu il 26 maggio 1795. Le navi di linea disponibili, secondo questo documento, erano 40, mentre 35 erano le fregate e 104 i vascelli. A ogni modo, molte di queste navi necessitavano di adeguate riparazioni e non potevano essere operative direttamente. La commissione giudicò abili solo quattro navi di linea da 74 cannoni, quattordici da 60 cannoni e sei da 50; allo stesso modo vennero approvate solo cinque fregate da 40 cannoni, otto da 36 e undici da 20 (24 navi di linea e 24 fregate in totale). Il resto dovette essere smaltito al costo di 3,3 milioni di gulden mentre il costo delle riparazioni sarebbe stato di 4,7 milioni di gulden.

### Il programma di costruzione della flotta del 1795-1796
Per quanto la Commissione degli Affari di Marina decidesse di aspettare sino al rapporto del 18 dicembre 1795, informalmente iniziò da subito ad attuare una politica sulla base degli input ricevuti. Il 17 marzo 1795 la commissione sottopose agli Stati Generali il voto di un budget di 7,8 milioni di gulden per costruire dodici navi di linea, quattordici fregate e sei vascelli oltre a undici navi per la difesa costiera oltre all'assunzione di 9 880 marinai. Inoltre venne proposta la nuova costruzione di tre navi di linea e tre fregate per il costo stimato di 2,4 milioni di gulden. Venne inoltre prevista la somma di 5 milioni di gulden per pagare i debiti lasciati dai vecchi ammiragliati. L'intera necessità finanziaria era di 15,2 milioni di gulden totali. Gli Stati Generali a quel punto avevano votato un budget totale per esercito e marina di 32 milioni di gulden. Le commissioni provinciali degli Stati Generali, a quel punto e di loro spontanea volontà, riuscirono a raccogliere 10 milioni di gulden (7 dalla sola regione dell'Olanda) per un budget d'emergenza, di cui 6 milioni vennero destinati alla marina militare.
Con le finanze coperte, la marina iniziò subito a implementare il proprio programma di costruzione. I porti dei vecchi ammiragliati erano di principio ancora attivi, ma necessitavano di una riforma amministrativa. Venne quindi deciso di concentrare le risorse per la costruzione delle navi più grandi presso il porto di Amsterdam. Sull'altro fronte, il porto di Höör venne specializzato nella costruzione di fregate, mentre quello di Enkhuizen venne riservato alla costruzione dei vascelli più piccoli. Harlingen costruì bricchi per le vie d'acqua interne al paese mentre il porto di Medemblik fornì installazioni navali di supporto alla flotta di riserva d'istanza a Zuiderzee. Texel, per quanto implementato da appositi ingegneri idraulici, non fu disponibile come porto sicuro.
Per quanto la nuova attività costruttiva di navi iniziò con grande entusiasmo (e stimolò positivamente l'economia locale di Amsterdam), ben presto si ebbero delle difficoltà finanziarie in quanto le provincie non riuscirono a fornire i fondi promessi. La costruzione iniziò a bloccarsi nella seconda metà del 1795, sino a quando la Commissione per gli Affari di Marina, presa dalla disperazione, rinunciò al programma completo nel settembre del 1795. A metà del 1796 a ogni modo la flotta era cresciuta a 66 navi, con 20 navi di linea e 30 fregate.

## I problemi della marina batava: cause e conseguenze

### Problemi di reclutamento
Dopo che le ciurme della vecchia marina erano state licenziate nel febbraio 1795, il restante della flotta necessitava di rimpiazzi urgenti. Un buon numero di personale venne reintegrato aiutato anche dall'impellente situazione economica dell'industria navale che mancava di uomini abili nel campo. Il reclutamento, a ogni modo, fu un'operazione particolarmente lenta. La marina olandese non aveva mai utilizzato il sistema di leva obbligatoria come nel caso ad esempio della Royal Navy inglese, né la coscrizione, né per l'esercito né per la marina, fatto che venne introdotto come fisso nei Paesi Bassi solo dopo l'annessione all'impero francese nel 1810. La marina batava pertanto continuò a utilizzare la persuasione morale (appellandosi al patriottismo dei suoi cittadini) e con alte paghe all'arrivo così da trovare sempre candidati disposti a entrare nelle forze armate. Quest'ultimo punto in particolare attrasse nella marina olandese diversi marinai stranieri i quali, già impiegati nella marina mercantile olandese, si trovavano ora senza fisso impiego. Gli olandesi avevano bisogno di ritrovare fiducia nelle loro istituzioni e pertanto la marina militare dovette accontentarsi di candidati meno abili. Fu il governo a incrementare il numero di veri e propri mercenari dell'esercito da trasferire in marina, una politica estremamente poco popolare che creò diserzioni di massa.
Ciò che preoccupava maggiormente era la pressoché totale carenza di ufficiali adeguati e di specialisti come ad esempio cannonieri che erano presenti praticamente solo nei ranghi del vecchio personale in servizio in marina. Queste persone erano però perlopiù pro-orangisti e pro-Patrioti, e pertanto non erano intenzionate a rientrare nella marina della repubblica rivoluzionaria batava, o se lo facevano (per necessità economiche) rimanevano elementi di disturbo nelle ciurme, creando ammutinamenti.
La prima conseguenza di questo reclutamento fu la permanenza delle nuove navi varate nei porti di origine per la mancanza di personale per farle salpare. Il governo quindi pensò di intensificare i propri sforzi per rendere le candidature più interessanti. Venne montata una vera e propria propaganda promossa dai notabili del paese e, cosa ancora più rilevante, un ulteriore incentivo concesso o perlomeno promesso sino alla primavera del 1796 quando la flotta poté dirsi al completo, almeno per porre le navi in mare.
Il nuovo governo, a ogni modo, nel marzo del 1796 fece qualcosa che minò ulteriormente il già traballante morale delle nuove ciurme. Sino a quel momento la Repubblica Batava aveva continuato a utilizzare la bandiera della vecchia repubblica, nota popolarmente col nome di "Bandiera del Principe". Le autorità in quella data decisero di cancellare tutti i simboli del vecchio regime e di sostituire tali bandiere con una nuova tipologia (vedi l'illustrazione all'inizio di questo articolo). Questa misura fu popolare tra i sostenitori del nuovo regime, ma estremamente impopolare presso gli orangisti.

### La capitolazione della baia di Saldanha
La Colonia del Capo olandese venne catturata dagli inglesi nel settembre del 1795. Questo rese più difficili le linee di comunicazione tra le Indie orientali olandesi (che erano passate come tutto l'impero coloniale olandese alla Repubblica Batava) e la madrepatria. All'inizio del 1796 il governo si vide obbligato a organizzare una spedizione per la riconquista della Colonia del Capo, col compito poi di salpare verso le Indie. Una flotta, al comando del capitano Engelbertus Lucas di tre navi di linea, cinque fregate e un mercantile armato (con apposita lettera di marca), 340 cannoni e 1 972 uomini, venne fatta salpare il 23 febbraio 1796 (assieme a un'altra flotta al comando del viceammiraglio Adriaan Braak, destinata ai Caraibi olandesi). Le due flotte, dopo aver circumnavigato la Scozia, si divisero con Lucas che si portò sulla rotta delle Canarie e da lì verso il Brasile per poi doppiare il capo di Buona Speranza.
La flotta rimase non meno di 34 giorni nella baia di La Luz, Gran Canaria per fare rifornimento. Nel corso di questo periodo due eventi accaddero che ebbero una pesante influenza negli sviluppi successivi. In primo luogo venne osservata la presenza di una corvetta, probabilmente la HMS Mozelle, col probabile compito di avvisare gli inglesi dell'imminente arrivo delle forze batave. Lucas a ogni modo non fece inseguire la nave. Il secondo evento fu la presenza di una nave di linea battente bandiera spagnola, ma anche in questo caso Lucas non prese alcun provvedimento malgrado le proteste dei suoi capitani. Questa era probabilmente la HMS Tremendous al comando del contrammiraglio Thomas Pringle che stava trasportando delle truppe inglesi verso la Colonia del Capo.
Dopo aver attraversato il tropico del Cancro il 21 maggio, Lucas issò il suo pennone da contrammiraglio in quanto la sua promozione venne da quel momento ad avere effetto. Dopo essersi consultato coi suoi ufficiali fece rotta per Praia a Capo Verde, e da lì verso Rio de Janeiro, da dove omise a ogni modo di volersi dirigere privatamente verso la baia di Saldanha nella Colonia del Capo, malgrado il fatto che fosse perfettamente a conoscenza che il luogo fosse stato conquistato dagli inglesi. Diede istruzioni segrete di salpare alla volta delle Mauritius nel caso in cui il Capo fosse stato confermato essere realmente nelle mani degli inglesi (all'epoca la notizia infatti era ancora incerta), ma non informò il consiglio di guerra di quest'azione. La flotta giunse alla baia il 6 agosto senza incontrare alcuna nave inglese.
Ciò che accadde in seguito fu in gran parte una mancanza del contrammiraglio Lucas e della sua condotta. Egli decise di confrontarsi con una forza inglese numericamente e tecnicamente superiore, pur essendo stato avvisato per tempo della consistenza delle forze nemiche e pur avendo la possibilità di sfuggire con facilità di fronte al pericolo.
Lucas in un primo momento si preparò a un combattimento all'ancora, ma immediatamente scoppiarono degli ammutinamenti sulle navi di linea Revolutie e  Dordrecht, e sulla fregata Castor. Gli ammutinati, apparentemente guidati dai loro "ufficiali di ponte", che minacciarono di uccidere gli ufficiali se avessero aperto il fuoco sulle navi inglesi. Il generale inglese Craig, al comando delle truppe di terra, fece nel frattempo sapere alle navi olandesi che non avrebbe dato loro tregua se avessero cercato di sbarcare. Lucas e il suo consiglio di guerra decisero quindi di capitolare più o meno incondizionatamente, dopo che il viceammiraglio Elphinstone si rifiutò di venire a patti con gli olandesi.
Dopo che la flotta si arrese, gli ufficiali batavi dovettero permettere agli inglesi di prendere il comando delle loro navi il prima possibile, ammutinando i rivoltosi. Dopo che gli inglesi ebbero fatto tutto ciò, tutta la disciplina a bordò collassò di colpo: marinai ubriachi gridavano slogan orangisti, mentre ufficiali e marinai di risapute simpatie patriottiche vennero presi d'assalto, e dovettero difendersi anche con le armi. I depositi di bevande alcooliche vennero presi d'assalto, sino a quando gli inglesi non decisero di intervenire arrestando gli esaltati.
Gran parte della ciurma olandese abbandonò anche gli inglesi. Gli ufficiali vennero trasportati nella Repubblica Batava a bordo di una nave apposita dopo aver ottenuto il diritto di parole. Dopo che Lucas fu ritornato nei Paesi Bassi, venne arrestato dalla Commissione degli Affari di Marina e imprigionato al Palazzo di Huis ten Bosch, in attesa del giudizio della corte marziale. Durante la sua incarcerazione la sua salute si deteriorò velocemente al punto che morì il 21 giugno 1797.
Malgrado questo, l'Assemblea Nazionale della Repubblica Batava decise comunque di interpellare la Hoge Zeekrijgsraad (Alta Corte Marittima), il 19 maggio 1797. Jacobus Spoors venne nominato avvocato accusatore. Dal momento però che Lucas era appena morto, nessuno poteva a ogni modo essere accusato nel processo. La commissione Spoors decise pertanto di condurre delle investigazioni più approfondite sulla condotta di Lucas e di stilare un rapporto a tal proposito. Questo rapporto venne poi presentato all'Assemblea Nazionale e da esso si evinceva che il grosso della responsabilità rimaneva ascrivibile al defunto Lucas, ma che pure altri alti ufficiali erano stati responsabili dei suoi errori. Il rapporto di Spoors venne pubblicato ufficialmente nel 1798

### L' "Impresa d'Irlanda"

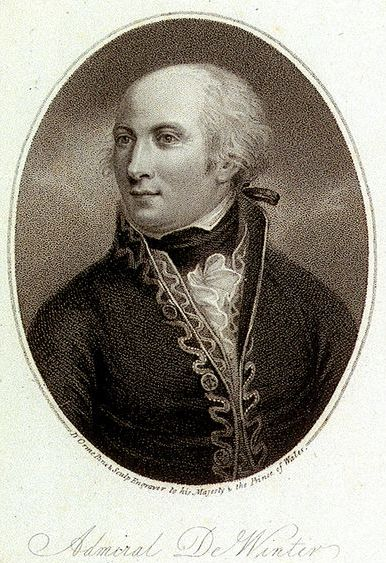
Il viceammiraglio Jan Willem de Winter, comandante in capo della flotta batava

L'ammutinamento non fu però un problema solo nella marina batava. Nell'aprile e nel maggio del 1797 (a circa un anno dagli ammutinamenti della baia di Saldanha) la flotta inglese si ammutinò a Spithead e a Nore. In entrambi i casi si trattò di ideali legati ai simpatizzanti per gli ideali della Rivoluzione francese, perlopiù irlandesi che tentarono di replicare anche in patria i prodigi della rivoluzione sul continente e che già dal 1796 si erano rivolti al Direttorio francese per ottenere supporto e aiuto per l'oppresso popolo irlandese. Il risultato di queste aspirazioni fu a suo tempo la fallimentare spedizione in Irlanda sul finire del 1796. L'eco di questa invasione ebbe in Francia un effetto particolare e contribuì al pensiero di creare altre due invasioni dell'Irlanda, una da sud con l'appoggio della flotta franco-spagnola e una da nord grazie a un convoglio della flotta batava con dei trasporti per 25 000 soldati francesi. La battaglia di Capo San Vincenzo del febbraio del 1797 travolse la flotta spagnola e la vittoria dei realisti francesi nell'aprile del 1797 allontanò l'idea di organizzare una spedizione all'estero. A ogni modo, i colleghi radicali della Commissione Batava degli Affari Esteri presso l'Assemblea Nazionale era intenzionata a continuare ad abbracciare con vigore la causa rivoluzionaria (e di conseguenza mostrare come la Repubblica Batava fosse migliore del Direttorio francese nel diffondere in Europa gli ideali della Rivoluzione francese). La flotta a nord per l'invasione dell'Irlanda venne quindi mantenuta all'attivo, con a bordo anziché 25 000 uomini dell'esercito francese, 15 000 dell'esercito batavo al comando dell'eroe nazionale batavo, il tenente generale Herman Willem Daendels. Queste truppe rimasero per qualche tempo a Texel per venti contrari, ma proprio questo tempo prolungato permise all'ammiraglio inglese Adam Duncan di divenire operativo nel Canale della Manica, tagliando così la via agli olandesi; la Gran Bretagna inoltre ammassò 80 000 truppe in Irlanda; il generale Lazare Hoche, grande propugnatore del piano d'invasione, era nel frattempo morto; il rivoluzionario irlandese Wolfe Tone, era morto anch'egli. La Commissione per gli Affari Esteri decise quindi di cancellare l'operazione alla fine dell'estate e ordinò lo sbarco di tutte le truppe batave dal 9 settembre 1797

### La battaglia di Camperdown e sue conseguenze
Cinque giorni prima che avesse luogo il colpo di Stato del 18 fruttidoro in Francia, gli equilibri nel Direttorio cambiarono nuovamente. Per gli alleati della Commissione Batava degli Affari Esteri questo era un motivo in più per impegnare la flotta di Texel al fine di promuovere la causa della Rivoluzione e cancellare così l'onta della baia di Saldanha. Il piano questa volta era di far fare alla flotta di Texel una sortita con l'obbiettivo di rompere il blocco inglese, sorprendendo la flottiglia inglese presente a Hellevoetsluis. Questa sarebbe stata una facile vittoria che avrebbe stimolato il morale nazionale olandese. Sempre più ambiziosa, la Commissione diede l'ordine segreto il 9 luglio all'ammiraglio de Winter di dar battaglia a forze inglesi anche più forti della sua, ordine che ebbe poi conseguenze disastrose. De Winter era molto dubbioso circa questi propositi, ma quando la Commissione rigettò le sue obiezioni, iniziò seriamente a prepararsi per eseguire gli ordini. Ancora una volta, a ogni modo, venti avversi gli impedirono di salpare immediatamente con la sua flotta di 16 navi di linea e 10 tra fregate e bricchi. Questo portò allo scambio di una serie di lettere espresso tra la Commissione e l'ammiraglio stesso, dove la Commissione gli ordinava di non ritardare oltre la propria partenza dal porto.
Quando i venti calarono alle 9:30 del 7 ottobre 1797 la flotta levò l'ancora e lasciò il porto di Texel. De Winter aveva pianificato di uscire dall'estuario della Mosa e poi da lì trascorrere alcuni giorni lungo la costa dando la caccia futilmente allo squadrone del capitano Henry Trollope che lo osservava a distanza. Le navi batave erano troppo lente a ogni modo per poter svolgere appieno tale compito e in maniera proficua.
Nel frattempo, Duncan giunse a Yarmouth con la sua flotta che era di forza eguale a quella batava, e tornò ben presto a Texel in attesa di de Winter. La mattina dell'11 ottobre le due flotte si scoprirono vicendevolmente all'altezza del villaggio di Camperduin lungo la costa olandese. Il vento soffiava a nordovest.
Gli inglesi decisero di attaccare per primi su due colonne, quasi a presagire quello che si sarebbe verificato otto anni dopo alla battaglia di Trafalgar. Duncan comandava il gruppo più a est al comando della Venerable e il vice ammiraglio Sir Richard Onslow comandava il gruppo a ovest sulla Monarch. In questo modo gli inglesi intendevano impedire alle navi olandesi di riparare verso costa e rifugiarsi nei porti amici.

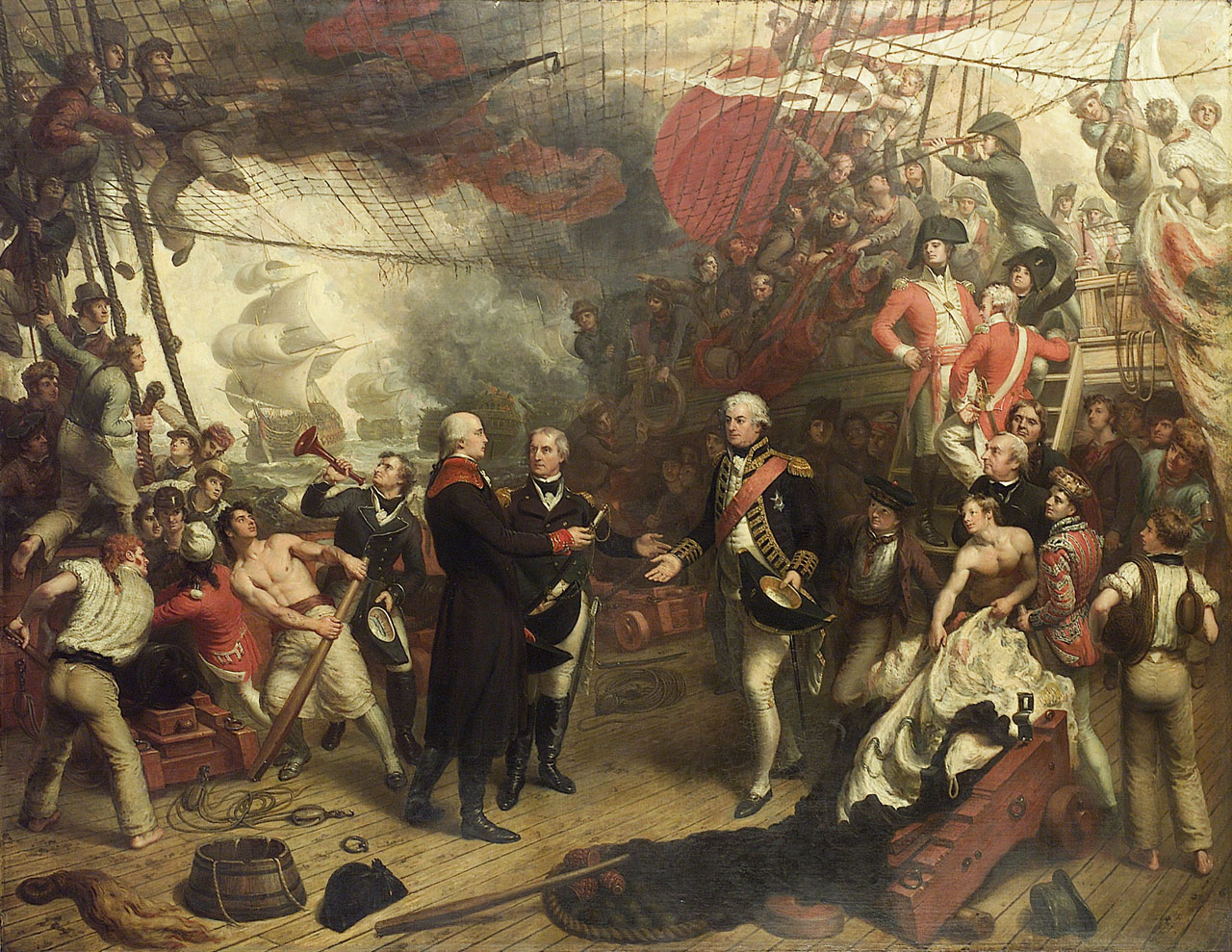
La resa personale di de Winter a bordo della HMS Venerable, dipinto di Samuel Drummond

La Venerable ruppe le linee olandesi e affrontò la nave ammiraglia Vrijheid, mentre le altre navi britanniche affrontarono la flotta olandese su entrambi i lati prendendole così fra due fuochi. Undici navi olandesi vennero catturate, compresa la nave ammiraglia, ma molte navi inglesi non erano in condizioni di navigare. Le perdite britanniche furono di 220 morti e 812 feriti mentre fra le file olandesi si ebbero 540 morti e 620 feriti.
Nel corso della battaglia gli inglesi ebbero il vantaggio di possedere navi e cannoni più pesanti, oltre ad avere degli equipaggi più allenati. Molti dei vascelli inglesi erano dotati di carronade, una sorta di cannoni dalla canna molto corta dotati di un pesante proiettile che aveva potenza devastante nel combattimento a breve distanza. Le navi olandesi catturate erano state ridotte in pessime condizioni e la riparazione risultò difficile agli equipaggi inglesi da preda.
L'ammiraglio de Winter venne fatto prigioniero con la sua nave, disalberata e con metà equipaggio morto o ferito. Nell'arrendersi egli fece per consegnare la sua spada a Duncan ma questi rifiutò e gli strinse la mano. Sia Duncan sia de Winter erano degli uomini molto alti e robusti (Duncan era alto un metro e novanta centimetri). De Winter disse successivamente: "Sembra incredibile che due esseri giganteschi come l'ammiraglio Duncan e io possano essere scampati a una carneficina come quella."

### La resa nel Vlieter
L'Assemblea Nazionale e il Direttorio francese, dopo la battaglia di Camperdown sapevano che lo stato necessitava di una nuova dse di "tassazione straordinaria". La Commissione Finanziaria dell'Assemblea Nazionale propose quindi una tassa all'8% su scala proporzionale, che avrebbe fornito più di 300 gulden a testa annui. Questa era una novità assoluta in quanto una tassa "nazionale" non si era mai vista nel territorio olandese in quanto tutte le tasse erano sempre state riscosse a livello provinciale; questa volta però la sconfitta di Camperdown aveva causato una "emergenza nazionale". Questa proposta fu come benzina sul fuoco che accese la lotta tra gli Unitaristi e i Federalisti della Repubblica Batava. La tassa venne adottata ufficialmente il 2 dicembre 1797, ma le lotte esacerbarono sempre più gli animi tra "radicali" e "conservatori", portando a un colpo di Stato il 21–22 gennaio 1798.
La Commissione per gli Affari di Marina prese le misure necessarie per ricostruire la marina militare. Le navi tornate a Texel vennero riparate; due navi da guardia costiere vennero convertite in navi di linea; le nuove navi ancora in ordinazione vennero alla fine eseguite; la costruzione di quattro nuove navi di linea da 68 venne ordinata; infine venne iniziata la costruzione di tre nuove fregate. All'inizio della primavera del 1798 due navi di linea da 76 cannoni, sette da 68, due da 56 e due da 44, oltre a sei fregate da 22 e quattro bricchi da 16 vennero predisposte in preparazione. Nel corso del 1798 venne lanciata la costruzione di diverse altre navi.
Malgrado i buoni risultati, dopo il colpo di Stato del gennaio del 1798 la nuova Uitvoerend Bewind (Autorità Esecutiva) decise di rimpiazzare la Commissione degli Affari di Marina (come tutte le altre commissioni dell'Assemblea Nazionale) con un cosiddetto Agent del Marina che sovrintese all'organizzazione del dipartimento. Il primo agente venne nominato nella persona di Jacobus Spoors che, a ogni modo, fu piuttosto riluttante ad assumere il suo nuovo incarico.
Il primo compito della nuova flotta fu quello di fornire supporto al generale Napoleone Bonaparte e al suo progetto di invasione dell'Inghilterra nel 1798. A ogni modo, il generale aveva ben altre ambizioni. Questi decise di dare priorità alla sua invasione dell'Egitto e pertanto la marina batava spese soldi e sforzi invano in un progetto che non venne portato a compimento. Una nuova invasione questa volta dall'Irlanda venne programmata per l'inizio del 1799, e quando il piano venne cancellato, ancora una volta si era perduto tempo e denaro.
Iniziò quindi a circolare la notizia che una forza marittima inglese era sul punto di invadere il territorio batavo. Questo convinse la Uitvoerend Bewind che ogni ventura straniera dovesse essere abbandonata per risolvere le minacce in patria. Difatti una vera e propria invasione ebbe luogo nell'agosto del 1799, iniziando con lo sbarco anfibio inglese a Callantsoog, coperto dalla flotta britannica al comando dell'ammiraglio Andrew Mitchell.
Mitchell aveva però un'"arma segreta" a bordo della sua nave ammiraglia, nella persona dell’Erfprins, il principe ereditario d'Orange e futuro re Guglielmo I dei Paesi Bassi, figlio primogenito dell'ex stadtholder Guglielmo V. Il principe era stato creato generale e aveva ottenuto il comando di alcune truppe inglesi nel corso dello scontro, ruolo al quale era stato appositamente selezionato dal Segretario degli Affari Esteri Grenville. Grenville così facendo aveva speranze per una facile vittoria, in quanto pensava che il popolo olandese avrebbe rifiutato la "demoniaca politica della Democrazia" e quindi anche quella della Rivoluzione francese a favore di un ritorno all'autocrazia emancipata dalla Francia. Per quanto Foxita egli stesso, e relativamente illuminato, Grenville era comunque molto conservatore se comparato ai politici della Repubblica Batava. L’Erfprins aveva una certa affinità filosofica e politica con l'ideale di Grenville che gli aveva fatto credere che l'intervento inglese lo avrebbe fatto restaurare al suo paese insieme all'ordine tanto atteso.
Di là dalla scelta inglese, a ogni modo, gli agenti segreti orangisti come Charles Bentinck, avevano riportato una certa disaffezione della popolazione olandese nei confronti del proprio governo, fatto che confermava certamente la tesi di Grenvile e ne rafforzava l'ottimismo. Il Segretario per la Guerra Henry Dundas istruì pertanto il generale Ralph Abercromby, l'ufficiale in comando delle forze armate incaricate dell'invasione, con una lettera datata 5 agosto 1799, non solo a livello militare ma anche e soprattutto sull'approccio "politico" da adottare dopo lo sbarco. Per raggiungere l'obbiettivo il generale dovette proclamare la "Proclamation" che venne sottoscritta dall’Erfprins in nome di suo padre, che in termini perentori ricordava al popolo olandese la sua fedeltà nei confronti della causa degli Orange. Dundas aveva consigliato il principe di adottare toni più conciliatori e di dare spunti per delle riforme, ma l'arroganza del principe gli faceva preferire l'uso di una politica perentoria che non fece altro che alienargli la popolazione.

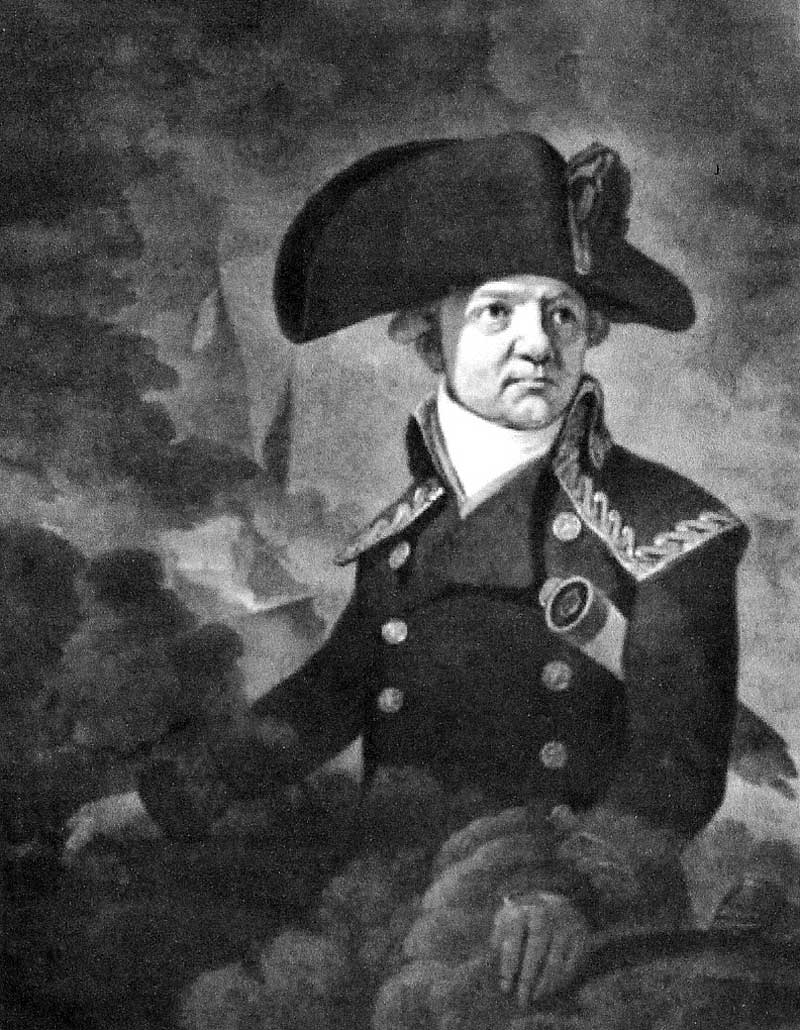
Il contrammiraglio Samuel Story

Il governo inglese dunque decise di passare all'azione diretta e incaricò ufficiali navali come Aegidius van Braam e Theodorus Frederik van Capellen, rispettivamente il capitano della Leyden e il contrammiraglio della nave ammiraglia di Story, la Washington che erano ufficiali della vecchia marina olandese di condurre al meglio le operazioni, essendo parte attiva di quello stesso popolo.
Lo squadrone del contrammiraglio Story, composto dalle navi di linea Washington (cap. Van Capellen), Leyden (cap. Van Braam), Cerberus (cap. de Jong), Utrecht (cap. Kolff), de Ruyter (cap. Huys), Gelderland (com. Waldeck), Beschermer (com. Eylbracht) eBatavier (cap. Van Senden); dalle fregate Amphitre (com. Schutter), Mars (com. Bock), Embuscade (com. Rivert) e dal bricco Galathee (ten. Droop) iniziò a portarsi verso Texel il 19 agosto, venendo poi seguito da una riunione composta dal colonnello Maitland, dal capitano Winthrop e dal tenente Collier, con l'ammiraglio Story a bordo della Washington il 21 agosto.
Questa stessa riunione, per quanto organizzativa, venne interpretata da alcuni come un presupposto per porre Story davanti alla corte marziale per aver permesso al nemico di spiare la forza o i punti di debolezza della locale flotta inglese. L'arrivo dell'ufficiale comandante delle batterie costiere a Den Helder, colonnello Gilquin, assieme al capitano Van Capellen, portò sulle navi delle copie in inglese e olandese della proclamazione di Abercromby e dell’Erfprins. Così facendo la ciurma della Washington (e probabilmente anche quella della Embuscade) vennero messe a conoscenza dell'arrivo della flotta inglese con a bordo l’Erfprins, come pure dell'imminente invasione inglese e il tentativo di "liberazione" che sarebbe stato portato avanti in Olanda. Questa notizia pare fece una profonda impressione alla ciurma della Washington (e di altre navi), creando uno stato generale di "agitazione".
Story e Gilquin si limitarono a rifiutare l'ultimatum proposto dai batavi. Lo sbarco a Callantsoog ebbe inizio il 23 agosto e le truppe di difesa batave al comando del generale Daendels vennero sconfitte con l'ordine della ritirata verso la costa dove si trovavano le batterie d'artiglieria. Le batterie in difesa delle coste erano da poco state aumentate a 80 pezzi pesanti d'artiglieria che assieme alla flotta avrebbero dovuto fornire un'adeguata difesa dei porti da qualsiasi incursione navale.
Quattro giorni prima dello sbarco dell’Agent della Marina, Spoors, fu lui a inviare a Story un ordine, permettendogli di ritirarsi verso il porto del Vlieter (nei pressi di Afsluitdijk) nel caso in cui il porto fosse stato indifendibile, ma egli ritrattò l'ordine alcuni giorni dopo e concesse a Story di difendere invece il porto di Texel. Story si rifiutò categoricamente di rispettare il secondo ordine. Story infatti, vedendo che la difesa delle batterie costiere di Texel era indifendibile, prese la decisione di portarsi al Vlieter. Lasciò quindi la flotta di Texel alla fonda la mattina del 28 agosto per intraprendere un nuovo viaggio, ma causa dei venti contrari, dovette rimanervi ancorato ancora. Story successivamente quando venne chiamato a difendersi da questa azione dirà di essere così stato intenzionato ad agire per tornare a Texel con nuovi trasporti inglesi per attaccare il nemico. Dopo essere riuscito a lasciare la propria posizione si dispose in linea di battaglia il 29 agosto.
La mattina del 30 agosto i venti iniziarono a soffiare da sudovest, permettendo così alla flotta inglese di entrare a Texel e poi di rivolgersi contro la flotta batava al Vlieter, non lasciando a Story altra opzione che difendere quella posizione sfavorevole o arrendersi. Nel frattempo le ciurme di altre navi avevano già dato segnali di malcontento e disobbedienza e, anche se non si era ancora giunti all'ammutinamento, la situazione appariva generalmente piuttosto preoccupante.
Lo squadrone inglese al comando dell'ammiraglio Mitchell a bordo della HMS Isis che era salpato verso il Vlieter era composto da undici navi di linea, sette fregate, cinque corvette e numerose piccole navi con artiglieria pesante. Anche se questa era solo parte della flotta inglese destinata all'operazione, le sue forze erano inferiori a quelle della flotta di Story. Sentendosi vicino alla vittoria e per sedare gli animi a bordo, Story inviò i capitani Van Capellen e de Jong a svolgere un parle sulla Isis per avvisare i nemici di essere intenzionati a difendersi sino alla morte e che probabilmente la lotta avrebbe portato alla totale distruzione delle navi di Mitchell. Questo messaggio, per quanto perentorio, non intimidì Mitchell, il quale inviò invece un ultimatum agli olandesi, dando a Story un'ora per decidersi.
Nel frattempo, a bordo della Washington gli eventi erano sfuggiti di mano. La ciurma era in subbuglio, minacciando gli ufficiali e rifiutandosi di combattere, dando inizio a un vero e proprio ammutinamento. Al posto di reprimere la rivolta, Story chiese un consiglio di guerra coi capitani delle altre navi, i quali pure segnalarono problemi analoghi a bordo delle loro navi, dicendo che le loro navi non erano pronte allo scontro. Il consiglio di guerra decise dunque all'unanimità di arrendere la flotta agli inglesi, rendendo però chiaro che la resa non era stata per le forze superiori dei nemici, come aveva chiesto Mitchell, bensì per problemi interni alle navi, dichiarandosi pertanto prigionieri di guerra. I capitani Va Capellen e de Jong vennero inviati a portare il messaggio all'ammiraglio Mitchell.
Alla notizia della resa gli equipaggi si diedero alla gioia. Le bandiere batave vennero abbassate e si ripeté in generale la rivolta avvenuta alla baia di Saldanha sino a quando gli inglesi non intervennero per placare gli animi. Mitchell pese il controllo delle navi, vi pose sopra lo stendardo del principe di Orange e quindi ripartì per l'Inghilterra con uomini e ufficiali a bordo. Gran parte degli uomini impiegati dalla marina batava, essendo mercenari, scelsero di porsi al servizio della Gran Bretagna, come pure alcuni ufficiali. Il contrammiraglio Story e i capitani Van Braam e Van Capellen decisero di non tornare in patria e per questo vennero processati in absentia come pure il capitano Kolff, che riuscì a fuggire di prigione. Story venne condannato a morte per decapitazione; i capitani Van Braam, Van Capellen e Kolff a morte per fucilazione. Dal momento che questi si trovavano fuori dal raggio d'azione della giustizia batava, vennero condannati all'esilio perpetuo. Quanti ancora erano vivi nel 1813 vennero ufficialmente perdonati dall'ex Erfprins, futuro re Guglielmo I, nel suo ruolo di "principe sovrano" dei Paesi Bassi.

## La riduzione della flotta batava
La tanto attesa insurrezione generale del popolo olandese non riuscì a materializzarsi; l'avanzata di inglesi e russi nell'Olanda del nord venne respinta dall'esercito batavo e pertanto, con il consequenziale fallimento anche della spedizione navale, gli invasori preferirono concludere la Convenzione di Alkmaar col comandante delle truppe francesi nella Repubblica Batava, il generale Guillaume Brune, che permise agli invasori di evacuare l'Olanda in condizioni favorevoli
Nei sei anni sino a quando i preliminari della Pace di Amiens non portarono alla ferma totale delle ostilità, la marina batava perse non meno di 64 navi di ogni grado, tra cui 21 navi di linea, 22 fregate e un gran numero di navi più piccole come conseguenza soprattutto degli ammutinamenti.
Nel settembre del 1801 venne condotto un nuovo colpo di stato eseguito dal generale francese Pierre Augereau. Questi decise di intervenire in una delle tante discussioni tra la Uitvoerend Bewind e l'Assemblea Nazionale sulla costituzione autocratica del paese, ed andò a rimpiazzare la Uitvoerend Bewind con un nuovo esecutivo col nome di Staatsbewind. L’Agent della Marina venne sostituito da un Consiglio di Marina. Gli orangisti si dichiararono contenti di questa svolta degli eventi in quanto anch'essi avevano con questo nuovo regime la possibilità di dire la loro a governo e di essere rappresentati come forza politica, sebbene di opposizione.
La Pace di Amiens ebbe diverse conseguenze favorevoli per la Repubblica e per la sua marina (oltre al fatto che essa ricevette per la prima volta un riconoscimento ufficiale diplomatico da parte della Gran Bretagna e suoi alleati). In un primo momento lo stadtholder rifiutò le sue pretese (in cambio di alcuni feudi in Germania di cui divenne "principe sovrano"), consentendo così agli orangisti di concludere una pace col regime del Staatsbewind, sedando così per sempre gli ammutinamenti di tipo politico a bordo delle navi della marina olandese.
Le molte colonie olandesi catturate dagli inglesi nelle Indie orientali ed occidentali tornarono alla Repubblica (ad eccezione di Ceylon, ma inclusa la Colonia del Capo che aveva grande importanza per la Repubblica), e la marina batava inviò diversi squadroni nelle proprie colonie. Uno di questi, al comando del capitano Bloys van Treslong si portò in Suriname; altri due, uno al comando del contrammiraglio Simon Dekker e l'altro al comando del viceammiraglio Pieter Hartsinck si portò a Città del Capo e poi a Giava.
L'inviato batavo alla conferenza di pace, Rutger Jan Schimmelpenninck, tentò di farsi restituire le navi della marina batava che si erano arrese nell'incidente del Vlieter. Molte di queste navi erano passate in servizio agli inglesi con ufficiali e ciurma olandese e quindi venne permesso loro di licenziarsi dalla marina inglese e di tornare se lo desideravano nel loro paese, con la garanzia di un'amnistia generale da parte del governo, ma nessuna delle navi venne restituita. Secondo lo storico inglese William James queste navi erano state vendute alla Royal Navy dall'ex stadtholder William V.

### Invasione del Regno Unito pianificata da Napoleone
Uno degli orangisti che avevano sottoscritto la pace con la Repubblica Batava fu Carel Verhuell. Questi era stato uno degli ufficiali di marina licenziati nel 1795 (come comandante), e come molti altri si era rifiutato di prendere nuovi incarichi successivamente. Ora, però, anch'egli venne coinvolto nei preparativi di Napoleone per invadere la Gran Bretagna. Lo Staatsbewind fece dei vani tentativi di non coinvolgere l'Olanda in una nuova guerra che scoppiò poco dopo la Pace di Amiens, ma la Francia non mostrò alcuna inclinazione a voler rispettare la parte della pace che la obbligava a ritirare le proprie truppe dalla Repubblica Batava e pertanto la Repubblica, seppur riluttante, dovette divenire partner della Francia nello scontro. Il Primo console Napoleone Bonaparte impose una nuova Convenzione (del 25 giugno 1803), supplementare al trattasto di alleanza del 1795, che includeva diverse nuove obbligazioni particolarmente onerose per lo Staatsbewind, in particolare in campo navale. Nello specifico alla Repubblica Batava ed alla sua marina militare venne richiesto entro il dicembre del 1803 di produrre cinque navi di linea cinque fregate, 100 piccole cannoniere, 250 trasporti in grado di portare 60-80 uomini ciascuno. Inoltre l'Olanda doveva provvedere 25.000 uomini e 25000 cavalli.

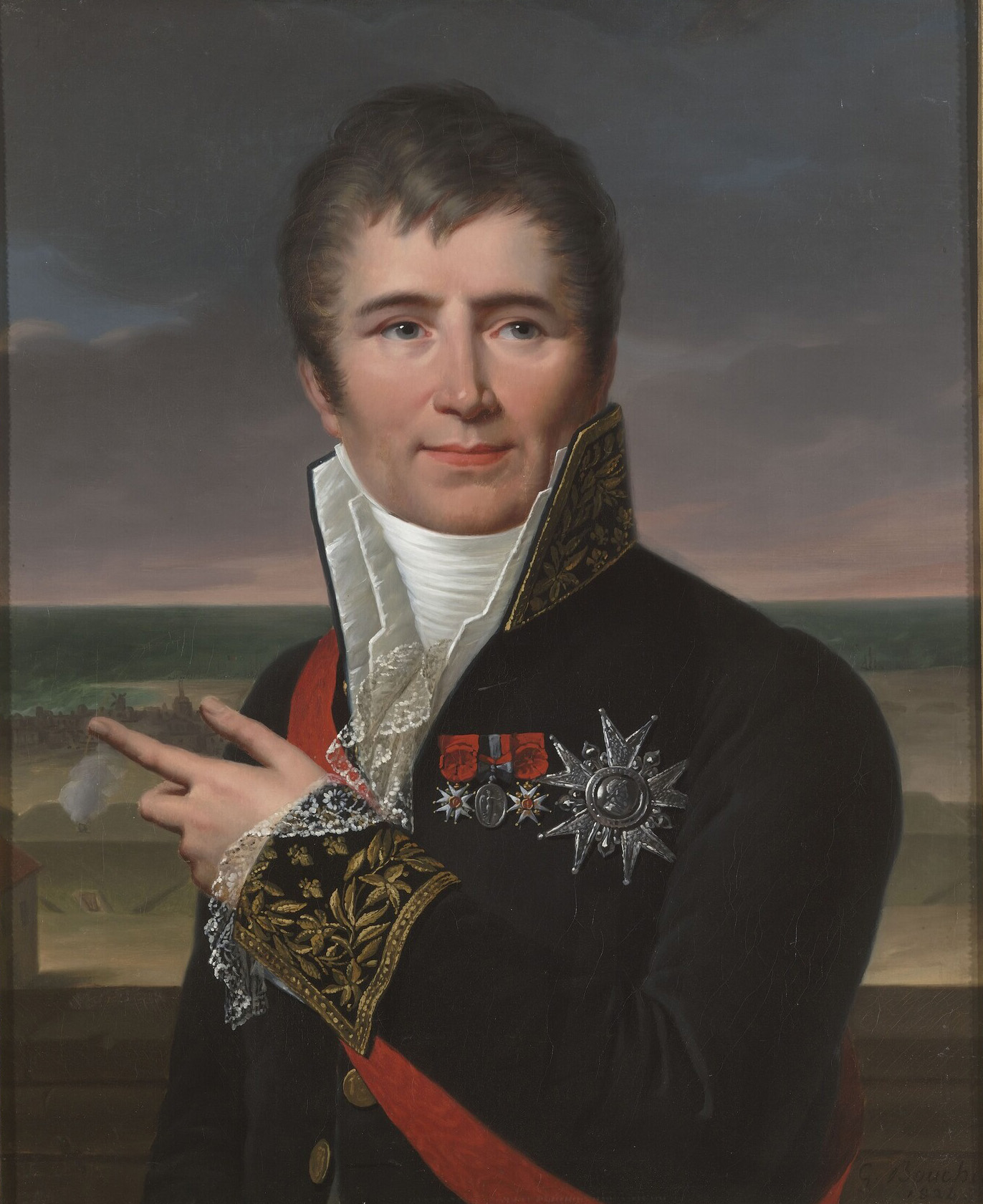
Carel Hendrik Ver Huell

Verhuell (a cui venne conferito il grado di contrammiraglio nell'occasione) venne nominato commissario della Repubblica per mantenere i contatti tra le navi ed i porti di Flushing e Texel, e le autorità militari francesi, nonché col Primo console francese in persona. Lo Staatsbewind intendeva con la sua figura rappresentare gli interessi dello stato batavo. Bonaparte era parecchio seccato di questa "palla al piede" olandese, mentre Verhuell mostrò tutto il suo zelo per il nuovo compito assegnatogli. Stupito però del fatto che un olandese potesse condividere le sue medesime visioni, Napoleone iniziò a servirsi di Verhuell ed a mostragli del favore. Verhuell ottenne il comando dell'ala destra della flotta incaricata dell'invasioen dell'Inghilterra,. Napoleone gli concesse anche un rimborso spese di 24.000 franchi.
Verhuell era inoltre affine all'aspetto autoritario del carattere della Francia bonapartista. Da orangista già aveva per natura attitudini anti-democratiche e mostrò apprezzamenti per l'idea di un "uomo forte" a capo della Repubblica Francese. Per quanto le richieste del Bonaparte si facessero col tempo sempre più pressanti ed oltraggiose per il popolo olandese, Verhuell mostrò sempre grande fedeltà alla causa francese. Quando le autorità dell'Aia si lamentarono per la scarsità di risorse a loro disposizione, Verhuell redasse un rapporto particolarmente negativo al Bonaparte che spinse quest'ultimo a rivolgersi contro il Consiglio di Marina e non c'è da stupirsi che i membri del consiglio iniziarono a non fidarsi più di Verhuell. Al primo console pervennero quindi anche delle proteste contro i metodi dello stesso Verhuell.
Nel febbraio del 1804 il membro del consiglio van Royen (anch'egli originario della Zelanda) venne inviato a Flushing per incrementare la produzione dei vascelli che vennero consegnati poco dopo facendo giungere il numero delle navi della flottiglia a 378. La flottiglia era composta di tre divisioni, ciascuna con tre schooner da 18 cannoni e 216 cannoniere, il tutto diretto da 3600 marinai batavi e da un numero sostanziale di soldati francesi. La flotta venne armata con 1300 pezzi d'artiglieria regolare, caronnades e mortai a mano. La qualità ed il morale di ufficiali e ciurma a bordo erano ottime grazie alla politica personale adottata da Verhuell.
Il 17 febbraio 1804 Verhuell ricevette l'ordine da Bonaparte di iniziare a spostare la flottiglia verso i porti d'invasione, ma quest'ordine era tutt'altro che semplice da eseguire. Fuori dall'estuario dello Scheldt il blocco inglese era in attesa delle navi olandesi, pronto a respingere ogni nave che si fosse portata lungo le coste delle Fiandre. La flotta di Verhuell del resto, seppur grande, non poteva competere con le navi da guerra inglesi, ma egli decise di rischiare e muovere la flottiglia in piccole divisioni per brevi tratti, dapprima verso Ostenda e successivamente in direzione di Dunkerque. Questo avvenne nel periodo compreso tra il marzo del 1804 ed il marzo del 1805, periodo durante il quale le navi batave (sotto il diretto comando di Verhuell) riuscirono ad evadere la vista delle navi inglesi navigando molto sotto costa ed approfittando della copertura dell'artiglieria costiera francese. In un'occasione, il 15 maggio 1804, le cose si fecero particolarmente difficili quando una divisione venne attaccata da una forza superiore al comando dell'ammiraglio Sidney Smith. Verhuell ebbe modo di distinguersi nel corso della battaglia che ne conseguì per cui ottenne la medaglia da ufficiale della Legion d'onore francese da Napoleone in persona. Lo Staatsbewind batavo, ad ogni modo, appariva meno fiero di questo scontro, ma dovette cedere alle pressioni francesi e nominarlo nel giugno del 1804 al rango di vice ammiraglio.
Quando l'intera flottiglia di 360 vascelli ebbe raggiunto Dunkerque nella primavera del 1805, ma Napoleone li necessitava nei pressi di Boulogne, per poi da lì progettare l'invasione. Verhuell ottenne pertanto l'ordine di procedere verso Ambleteuse (due miglia a nord di Boulogne), dove Napoleone aveva progettato di porre la propria flottiglia. Verhuell decise ancora una volta di procedere a tappe con piccole divisioni. Questa tecnica funzionò ancora bene ad eccezione del 24–25 aprile 1805 quando una divisione sotto la guida del capitano C. P. W. Keller venne sorpresa dalla HMS Leda (capitanata da Robert Honyman), che tentò di catturare otto vascelli batavi presso Cap Gris-Nez. La maggior parte di questa divisione giunse sana e salva ad Ambleteuse dopo un breve scontro.

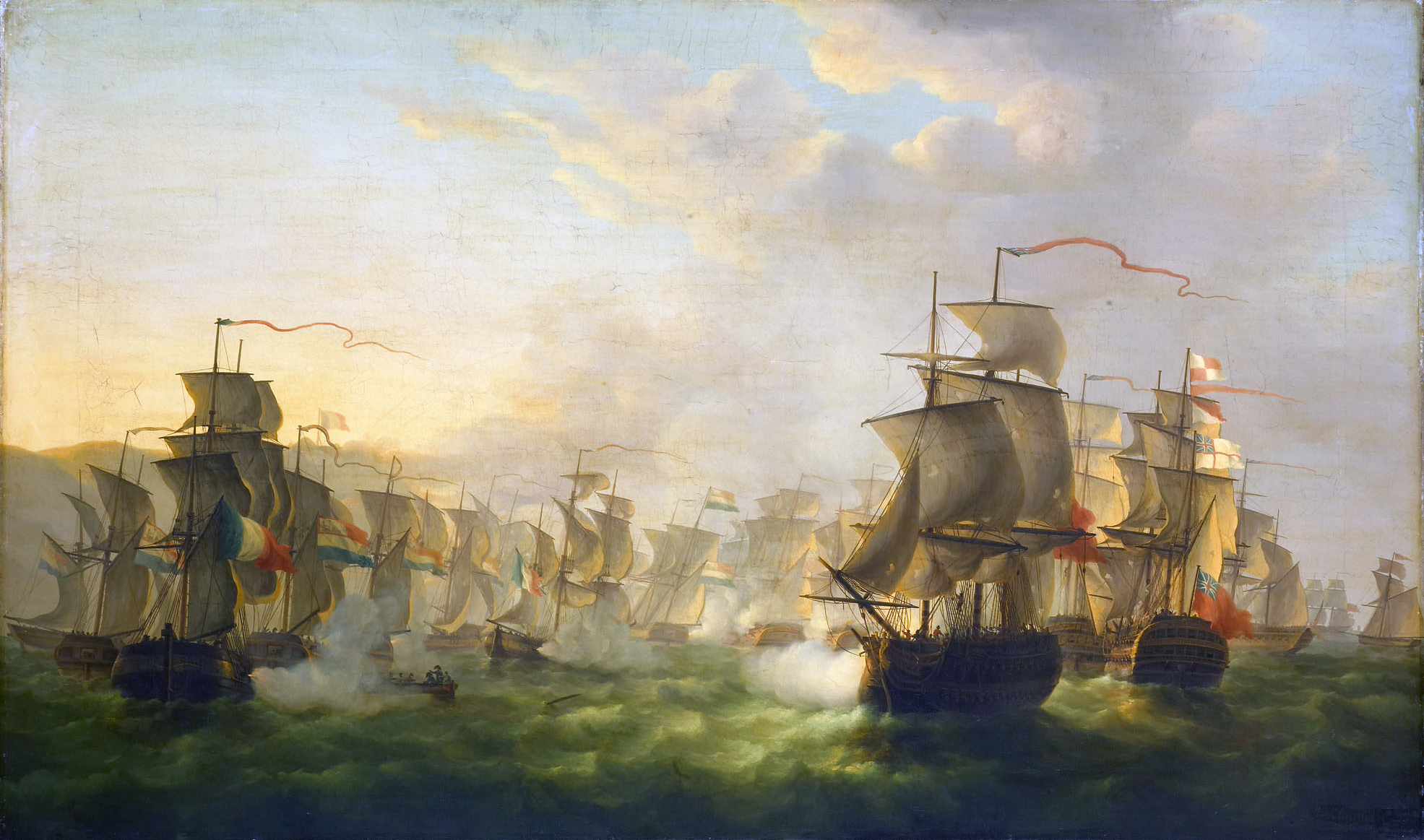
Martinus Schouman Le flotte olandese ed inglese sulla via di Boulogne, 18 luglio 1805

Il 17 luglio 1805 Verhuell stesso prese il comando di 32 cannoniere e quattro pram francesi che erano sottoposte al comando del comandante Bernard-Isidore Lambour per avventurarsi in un viaggio ad Ambleteuse. Giungendo alla latitudine di Gravelines scoprì una flotta di 15 navi inglesi (capitanate dalla HMS Ariadne (20) al comando del capitano Edward King) che lo attaccarono costringendo diverse sue cannoniere ad arenarsi (anche se alcune di queste cercarono poi di riunirsi alla flottiglia). Le forze inglesi irruppero col calar della sera e Verhuell decise di ancorare a Calais. Durante la notte il suo capo dello staff, il capitano A.A. Buyskes, di ritorno da Dunkerque, inviò altri schooner verso la flottiglia di Verhuells per rinforzare le sue file. Gli inglesi con 19 navi nuovamente impegnarono la flottiglia in una nuova battaglia che ad ogni modo arrecò pochi danni alle navi batave. Le batterie costiere francesi presero parte attiva nel duello. Il fuoco combinato delle cannoniere e dell'artiglieria pesante dei francesi costrinse gli inglesi ad abbandonare lo scontro due ore dopo. La flottiglia perse 11 cannoniere e quindi entrò nel porto di Calais. La flottiglia si era ridotta così a 21 schooners e pertanto Verhuell decise di portarsi verso Cap Gris-Nez, ben sapendo che ora gli inglesi lo stavano attendendo. In contrasto col maresciallo francese Davout si portò a bordo dello schooner Heemskerk, ed attorno alle 15.00 Verhuell levò l'ancora per procedere alla volta di Cap Gris-Nez. Questa volta però si trovò di fronte uno squadrone inglese composto da due navi di linea, sei fregate e tredici bricchi che gli giunsero vicinissime (si disse a tiro di pistola). Due bricchi tentarono di abbordare la Heemskerk, ma vennero respinti. Le navi batave erano sostenute dalla sponda dall'artiglieria di Davout. Infine, la flottiglia di Verhuell riuscì a giungere a Cap Gris-Nez, mentre le navi inglesi inseguirono la flottiglia poi sino ad Ambleteuse dove giunse attorno alle 19:00. Gli inglesi fecero un ultimo tentativo di distruggere la flottiglia pur sotto il fuoco delle batterie costiere, ma vennero respinti dopo un'ora di combattimenti.
In agosto anche l'ultimo vascello batavo raggiunse Ambleteuse, e la forza d'invasione franco-batava era ora pronta per lanciare una invasione. A Brest ed a Texel le flotte francesi e batave attendevano l'ordine per forzare il blocco inglese e ancor più si aspettavano l'ammiraglio francese Villeneuve che si era portato verso le Antille nella speranza di dirottare l'attenzione della flotta inglese lontano dal Canale della Manica. Sul suo viaggio di ritorno in Europa, incontrò uno squadrone inglese nell'inconcludente battaglia di Capo Finisterre del 22 luglio 1805, ed al posto di salpare verso Brest, come gli era stato ordinato, prese la via di Caidce, compromettendo così il progetto intero di Napoleone per l'invasione dell'Inghilterra. Napoleone smontò il suo accampamento a Boulogne, ed ordinò a Verhuell di inviare la sua flottiglia a Boulogne. Verhuell trasferì il comando al capitano Gerbrands ed egli si portò invece all'Aia, dove accettò la nomina a Segretario di Stato della Marina dal nuovo Gran pensionario Rutger Jan Schimmelpenninck nel novembre del 1805.
La flottiglia batava rimase a Boulogne per tutto l'anno e mezzo successivo, mantenendosi pronta nel caso in cui Napoleone decidesse di riprendere la sua invasione. Ad ogni modo, il 25 agosto 1807 per decreto imperiale emesso a Varsavia, venne ordinata la dissoluzione ed il disarmo delle truppe francesi ed olandesi a Boulogne. A quel tempo però non esisteva più né la Repubblica Batava né la Marina batava, dal momento che la repubblica era stata costretta a firmare una petizione all'imperatore nella quale veniva "richiesto" il governo del fratello del sovrano, Luigi Bonaparte, col titolo di re d'Olanda il 5 giugno 1806. Col cambio di regime, la Marina batava automaticamente divenne la marina reale del regno d'Olanda.